# 大發開封宮
大發開封宮，當地民眾俗稱包公廟，為高雄市大寮區的一間主祀包拯的寺廟。

## 簡介
大發開封宮建於1969年，分三殿式建造，前殿為包公主殿，中殿為五佛殿，第三為玉皇殿，上層安奉玉皇大帝、三官大帝、四大天王；下層安奉太上老君、孔夫子、關聖帝君、孚佑帝君、太白金星。

## 歷史
開封府原為大寮鄉林姓家族的家祠（忍善堂，最初原名覺善堂），其內供奉包青天為主神。在1969年時，其林家家祠內的包青天在眾人目睹之下顯靈，其乩童手執清香在供桌前香珠朝下，不沾金箔紙離金箔紙約有三吋高，只見乩童振香疾揮寫下四句:「兩木造橋渡萬民，一片芳心得善果；長江清水淨我身，聖母力勸弟子善。」其意是要求將祠堂擴建為廟宇，於是在地方鄉勇的努力下建成包公廟。

## 外部連結
大發開封府簡介（页面存档备份，存于）

大發開封府粉絲專頁 （页面存档备份，存于）